# 韻文
韻文是講究格律的文體或文章，一些韻文使用同韻母的音節作句字結尾，以求押韻。押韻是指在某些句子的最後一個音節的韻母都相同或相近，使朗誦或詠唱時，產生鏗鏘和諧感。這些使用了同一韻母音節的地方，稱為韻腳。具文學價值的韻文大多著重修辭。

## 文學價值
韻文歷來受文學家重視，著重其音韻美感。王力認為，韻文的形式之所以能是美的，因為它有整齊的美、抑揚的美、回環的美。整齊、抑揚、回環，都是為了達到和諧的美。在這一點上，語言和音樂是有著密切的關係的。駢偶整齊美的來源很古。 《易·乾·文言》說：“同聲相應，同氣相求。”韻文並不是突然產生的，也不是由誰規定的，而是歷代文人的藝術經驗的積累。韻腳的疏密和是否轉韻，也有許多講究。
趙元任在《語言問題》中也談到過韻文的音樂美。漢語陰平、陽平、上聲、去聲、入聲的字調變化，這樣以漢語寫作的作者的手中就多了一種可供利用的審美因素，從而在文體創造上多了一種美的韻律，韻文也就多了一重表現力。中國古典韻文講究平仄相對，讀起來抑揚頓挫、朗朗上口，這是一種區別世界上任何一種詩歌的極能傳達人的細微情感的和極為優美的韻文文體。除了漢語語音審美因素外，韻文因語詞意蘊豐富，只需採用極簡練的詞彙就可獲得言外之意的特點。 

## 東亞韻文

### 中國
韻文包括了如賦、詩歌、詞曲等。
不同時代、語言都有其流行的韻文文體。在中國，有：
- 周、春秋：诗经，以四言為主的诗歌。
- 戰國：楚辭、吴歌
- 漢、魏晉南北朝：汉赋、古诗、乐府
- 唐：唐詩（近體詩為主）
- 宋：宋詩、宋詞
- 元：元曲（包括散曲和劇曲）
- 明、清：戏曲、赋
- 近代：新詩、歌詞

由於不同語言或方言，有不同的發音體系，因此押韻的實際情況亦有所不同。例如：
- 在填寫近體詩、宋詞的時候，就要按基於《廣韻》系統的韻書所載之韻部。
- 在填寫當今粵語歌詞時，就要按當今的粵語發音。
- 在填寫當今普通話歌詞時，要按當今普通話的發音。人們為了方便，把普通話的韻母歸納成「轍」，可分为言前辙、人辰辙、中冬辙、发花辙、江阳辙等韵脚，在北方地区广为流传的是十三辙。

### 日本
- 和歌
- 俳句
- 川柳
- 漢詩

### 朝鮮半島
- 別曲體
- 鄉歌
- 時調
- 漢詩

## 歐洲韻文
- 史詩
- 十四行詩
- 現代詩